# Brüllender See
Brüllender See är en sjö i Österrike.   Den ligger i förbundslandet Vorarlberg, i den västra delen av landet, 500 km väster om huvudstaden Wien. Brüllender See ligger 2 247 meter över havet.
Trakten runt Brüllender See består i huvudsak av gräsmarker.